# Distretto di Chama
Il distretto di Chama è un distretto dello Zambia, parte della Provincia di Muchinga.
Il distretto comprende 22 ward:
- Bazimu
- Chibungwe
- Chilenje
- Chipala
- Chisunga
- Kalinkhu
- Kamphemba
- Luangwa
- Lupamazi
- Lumezi
- Lunzi
- Mabinga
- Manthepa
- Mapamba
- Mazonde
- Mbazi
- Mphalausenga
- Muchinga
- Mwalala
- Ndunda
- Nkhankha
- Vilimukulu